# Mowgli: Huyền thoại rừng xanh
Mowgli: Huyền thoại rừng xanh (tên gốc: Mowgli: Legend of the Jungle) là một bộ phim giả tưởng của đạo diễn Andy Serkis chỉ đạo dựa trên câu truyện kinh điển của tác giả người Anh Rudyard Kipling vào thế kỷ 19 có tên sách của rừng xanh, kể về một cậu bé lớn lên trong vùng rừng rậm ở Ấn Độ. Phim được làm lại từ phim hoạt hình kinh điển The Jungle Book (Cậu bé rừng xanh). Mowgli năm 2018 tông màu đen tối hơn phiên bản cũ của Disney được phát hành năm 2016. Mowgli có sự tham gia lồng tiếng của dàn diễn viên danh tiếng, trong đó có Cate Blanchett, Benedict Cumberbatch, Andy Serkis và “Batman” Christian Bale.

## Nội dung
Một cậu bé mồ côi được những con thú vật nuôi dưỡng nắm lấy vận mệnh của mình trong khi phải đối mặt với những kẻ thù nguy hiểm, và cả nguồn gốc con người của mình.

## Diễn viên
- Rohan Chand vai Mowgli
- Matthew Rhys vai John Lockwood
- Freida Pinto vai Messua

### Lồng tiếng và ghi hình chuyển động
- Christian Bale vai Bagheera
- Andy Serkis vai Baloo
- Benedict Cumberbatch vai Shere Khan
- Cate Blanchett vai Kaa
- Tom Hollander vai Tabaqui
- Peter Mullan vai Akela
- Naomie Harris vai Nisha
- Eddie Marsan vai Vihaan
- Jack Reynor vai Sói Xám
- Louis Ashbourne Serkis vai Bhoot

## Sản xuất
Hãnng Warner Bros cố gắng xây dựng một phiên bản hoàn toàn khác để kéo khán giả ra rạp. Trong khi phiên bản 2016 khá đơn giản để phục vụ chủ yếu là khán giả nhí với màu sắc tươi sáng là chủ đạo, thì phiên bản mới năm 2018 là dữ dội và đen tối hơn. Đối tượng mà Warners Bros hướng tới là những khán giả trên 13 tuổi (nhãn PG-13). Không chỉ đầu tư về phần CGI với những con thú đáng sợ như mãng xà hoặc con hổ độc ác Shere Khan với câu thoại: “Chà, chà, xem mi đã lớn như thế nào này”, Mowgli còn có màu phim u ám, những cảnh quay nhanh đến chóng mặt, hình ảnh tập tục của người dân tộc thiểu số.
Nổi bật trong khung cảnh âm u hoang dại của rừng xanh là cậu bé Mowgli do diễn viên Rohan Chand thủ vai từ tạo hình hoang dã, ánh mắt sắc như dao cạo cho đến những động tác uyển chuyển được rừng xanh chỉ dạy. Mowgli do chú báo Bagheera và gấu Baloo đã tìm thấy cậu bé và mang cậu đến cho bầy sói nuôi dưỡng, lớn lên trong sự chan hòa của thiên nhiên và muông thú, nhưng cậu bé cũng phải bằng mọi giá bảo vệ sự yên bình của rừng xanh trước con người và những loài thú khác. Trong khúc dạo đầu phim, toàn bộ sắc đen bao trùm, bắt đầu từ cảnh Mowgli bị nhốt trong một chiếc lồng gỗ.